# Whonix
Whonix ist eine Debian-basierende Linux-Distribution, die auf Privatsphäre, Sicherheit und Anonymität im Internet Wert legt. Um dies zu erreichen, setzt Whonix insbesondere auf die Nutzung des Tor-Netzwerks.

## Aufbau
Das Betriebssystem besteht aus zwei virtuellen Maschinen, einer Workstation und einem Gateway für das Tor-Netzwerk. Jegliche Netzwerkkommunikation wird durch das Tor-Netzwerk geleitet. Updates werden via Tor mit dem Debian apt-get-Paketmanager eingespielt. VirtualBox, Qubes OS und KVM werden als Virtualisierungssoftware unterstützt. Die Desktop-Umgebung ist Xfce. Installer werden für Windows, Linux, macOS und Qubes OS angeboten. Auch ist der Betrieb als nichtpermanentes Live-System von einem USB-Speichermedium möglich.
Beim Start des jeweiligen Systems in der virtuellen Umgebung wird überprüft, ob dieses auf dem aktuellen Stand ist sowie die Uhrzeit und das Datum korrekt sind. Die Überprüfung von Updates und der ordnungsgemäßen Verbindung zum Tor-Netzwerk kann jederzeit mittels des Programms whonixcheck durchgeführt werden.
Die virtuelle Maschine Whonix Gateway ist verantwortlich für die Verbindung zum Tor-Netzwerk und besitzt zwei virtuelle Schnittstellen. Über den Gateway wird sichergestellt, dass nur Netzwerkverkehr über das Tor-Netzwerk stattfindet.
Die virtuelle Maschine Whonix Workstation ist dann entsprechend für die tatsächliche Nutzung des Betriebssystems, wie Surfen, Nutzung von Messengern etc. vorgesehen. Die Workstation kennt nur den Gateway als Kommunikationspartner und besitzt ausschließlich eine private IPv4-Adresse zur Kommunikation nach außen. Mittels dieser Konstruktion soll ausgeschlossen werden, dass selbst bei einer Kompromittierung der Workstation die öffentliche IP-Adresse des Anschlusses, zum Beispiel durch ein Schadprogramm, herausgefunden werden kann. Durch die erzwungene Kommunikation über das Gateway und damit über das Tor-Netzwerk sollen ebenfalls DNS-Leaks ausgeschlossen werden.
Whonix enthält zudem viele Tools, die der Privatsphäre dienen. Dazu gehören Programme zur Verschlüsselung/Signierung mittels PGP, ein Jabber-Client, Monero- und Bitcoin-Wallets und der Tor-Browser.
Eine große Neuerung im Jahr 2019 war die Veröffentlichung einer virtuellen Appliance für VirtualBox, die sowohl Gateway als auch Workstation automatisch als Appliance in eine virtualisierte Umgebung unter VirtualBox einbindet. Bisher bestand die einzubindende Appliance aus zwei Teilen von jeweils getrennt einzufügenden Appliances, dem Whonix Gateway und der Whonix Workstation. Die Zusammenführung der beiden war nach Angaben der Entwickler aus Gründen der besseren Einrichtung und Nutzbarkeit geschehen.
Außerdem ist die Whonix-Distribution nun eine Rolling-Release-Distribution. Weitere Neuerungen sowie Änderungen zur Version 15.x sind dem Changelog und dem Blog der Website zu entnehmen.
Das Hostsystem der Whonix-Distribution wird Kicksecure genannt, das 2018 unter dem Namen Hardened Debian startete. Es ist das Basissystem, auf dem die beiden virtuellen Maschinen basieren und kann u. a. eigenständig als Distribution in einer virtuelle Maschine (ohne Tor-Gateway) installiert werden. Auch ist das Distribution Morphing von einer frischen Debianinstallation möglich. Wie auch Whonix verwendet Kicksecure die vom Kernel Self Protection Project (KSPP) empfohlenen Kernel-Hardening-Einstellungen.
Ähnliche Ansätze von Linux-basierten Betriebssystemen mit Bindung an das Tor-Netzwerk verfolgt die Linux-Distribution Tails.

## Dokumentation
Die Dokumentation enthält eine sehr große Anzahl von Anleitungen und Ratschlägen zum Schutz der Privatsphäre im Internet. Zusätzlich gibt es auch Hinweise zur Verwendung von verschiedenen Sicherheitswerkzeugen. Diese beinhalten unter anderem auch die Anleitung zur Verwendung von I2P und Freenet über das Tor-Netzwerk.